# 辽宁广播电视台生活广播
辽宁广播电视台生活广播为名义上挂靠于辽宁广播电视台、实际由沈阳广播电视台制作运营的一个广播频率。

## 主要栏目
- 守望黎明
- 生活集结号
- 社会大哥大
- 生活周刊
- 老歌听不够
- 生活总动员
- 家有股民（在收盘时段播出）
- 阳光音乐盒
- 今日面对面
- 我的合唱我的团
- 收藏天下
- 开心十二点
- 谈房论价
- 健康来了
- 往事
- Hello体育
- 金山夜话

## 播出频率
- 中波：AM882（50KW，覆盖沈阳及周边地区）
- 调频：FM103.4（覆盖沈阳市区）